# Laubach (Hesse)
Laubach es un municipio situado en el distrito de Gießen, en el estado federado de Hesse (Alemania). Su población estimada a finales de 2016 era de 9695 habitantes.
Se encuentra ubicado en el centro del estado, muy cerca de la orilla del río Lahn, un afluente del Rin.